# 大洋巨龙属
大洋巨龙（属名：Oceanotitan，意为“大洋巨人”）是一属巨龙形类蜥脚下目恐龙，化石发现于葡萄牙晚侏罗世的新港－阿莫里亚海滩组，仅含一个物种：丹氏大洋巨龙（Oceanotitan dantasi）。
正模标本含肩胛骨、几乎完整的骨盆、一条缺乏趾骨的完整后肢和九节尾椎。